# 글로스터 럭비
글로스터 럭비(Gloucester Rugby)는 1873년 창단한 잉글랜드 남서부 글로스터의 프로 럭비 팀이다. 킹스홈 스타디움을 홈구장으로 사용하고 있으며 현재 잉글리시 프리미어십에 참가하고 있다.